# Francisco Edimilson Neves Ferreira

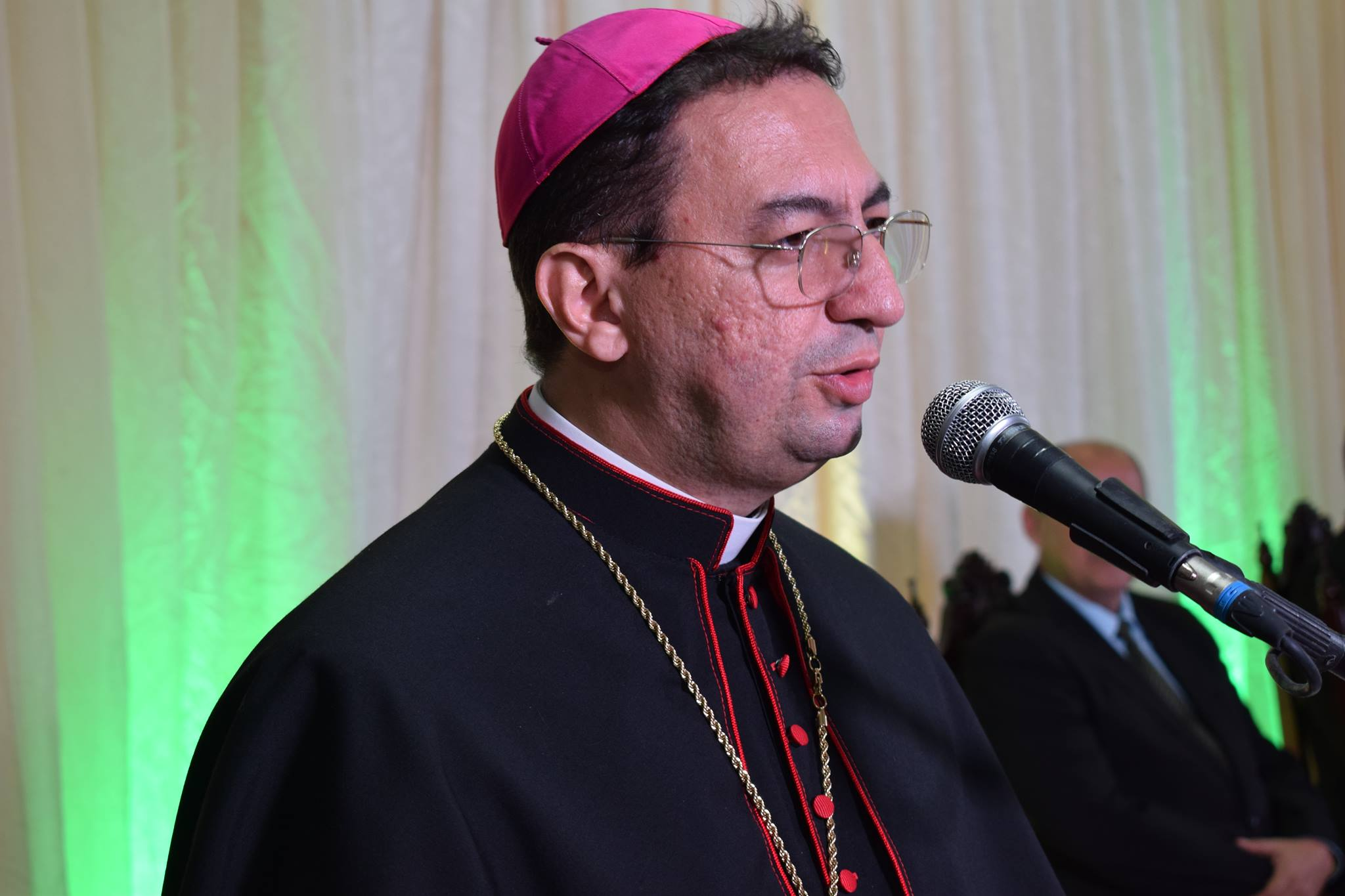
Francisco Edimilson Neves Ferreira, 2017

Francisco Edimilson Neves Ferreira (* 3. Oktober 1969 in Jardim, Ceará, Brasilien) ist ein brasilianischer Geistlicher und römisch-katholischer Bischof von Tianguá.

Wappen von Francisco Edimilson Neves Ferreira.

## Leben
Francisco Edimilson Neves Ferreira empfing am 12. Dezember 1997 das Sakrament der Priesterweihe für das Bistum Crato.
Am 15. Februar 2017 ernannte ihn Papst Franziskus zum Bischof von Tianguá. Der emeritierte Bischof von Crato, Fernando Panico MSC, spendete ihm am 22. April desselben Jahres die Bischofsweihe. Mitkonsekratoren waren dessen Nachfolger als Bischof von Crato, Gilberto Pastana de Oliveira, und sein Amtsvorgänger in Tianguá, Francisco Javier Hernández Arnedo OAR.